# Museu Nacional Romà
El Museu Nacional Romà (en italià:Museo Nazionale Romano) és un conjunt de museus a Roma (Itàlia), dividit en diversos llocs de la ciutat. Va ser fundat el 1889 i inaugurat el 1890, durant el Risorgimento, amb el propòsit de col·leccionar antiguitats que van des del segle v aC. al segle iii

## Història
La primera col·lecció es va formar amb les peces arqueològiques del Museu Kircheriano i les nombroses noves descobertes a Roma durant el planejament de la ciutat després que es convertís en la nova capital del nou Regne d'Itàlia. En principi es pretenia que es mostrés en un «Museu Tiberino» -que mai es va portar a terme-, però el 1901 l'Estat va atorgar el benefici a la institució de la Vil·la Ludovisi i la important col·lecció nacional d'escultures antigues.
La seva seu es va establir en el claustre del segle xvi construït per Miquel Àngel en part del lloc ocupat per les termes de Dioclecià, que encara és la seva seu principal. Aquesta adaptació dels edificis a un nou propòsit va començar a l'Exposició de 1911 i es va acabar als anys 1930. Als anys 1990, en una transformació, les col·leccions del museu es van dividir en quatre llocs diferents.
El circuit de museus del Museu Nacional Romà, l'any 2013 va ser el vintè lloc més visitat de l'estat italià, amb 247.795 persones i un ingrés brut total de 909,016.50 euros.

## Termes de Dioclecià

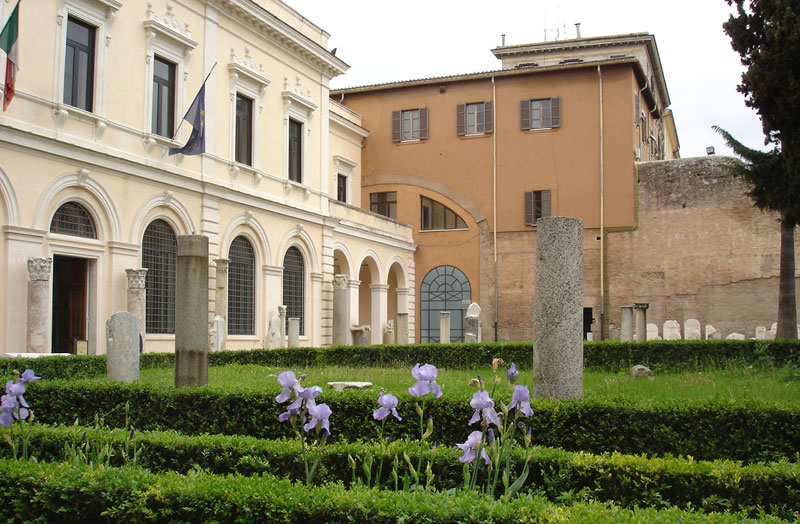
Entrada a la seu de les Termes de Dioclecià: Giardino dei Cinquecento.

A l'annex de la Basílica de Santa Maria degli Angeli e dei Martiri, el convent de l'orde de la Cartoixa, expropiat després de 1870, va ser la primera seu del Museu Nacional Romà el 1889 amb el nom de Museo Nazionale di antichità romane.

### Col·leccions
Al claustre de Miquel Àngel -Chiostro di Michelangelo- en un jardí del segle xvi -Giardino dei Cinquecento i al porxe -androne-, es mostren altars i escultura funerària així com inscripcions. Alberga la secció d'epigrafia i la secció de prehistòria al primer pis del claustre.
Encara es conserva la sala principal de les termes, que s'usa principalment per a exposicions temporals mentre es prepara l'exposició permanent de troballes d'algunes importants excavacions urbanes.
L'«Aula de San Isidoro» és l'anterior església de Sant Isidor dels Banys manada construir en 1754 pel papa Benet XIV, i de la que es conserva sol la seva façana. L'any 2000 es va restaurar i va ser destinada la sala octagonal de la part occidental de les termes, per a ús museístic. Es dedica a escultures trobades en les termes de Roma.

## Palau Massimo alle Terme

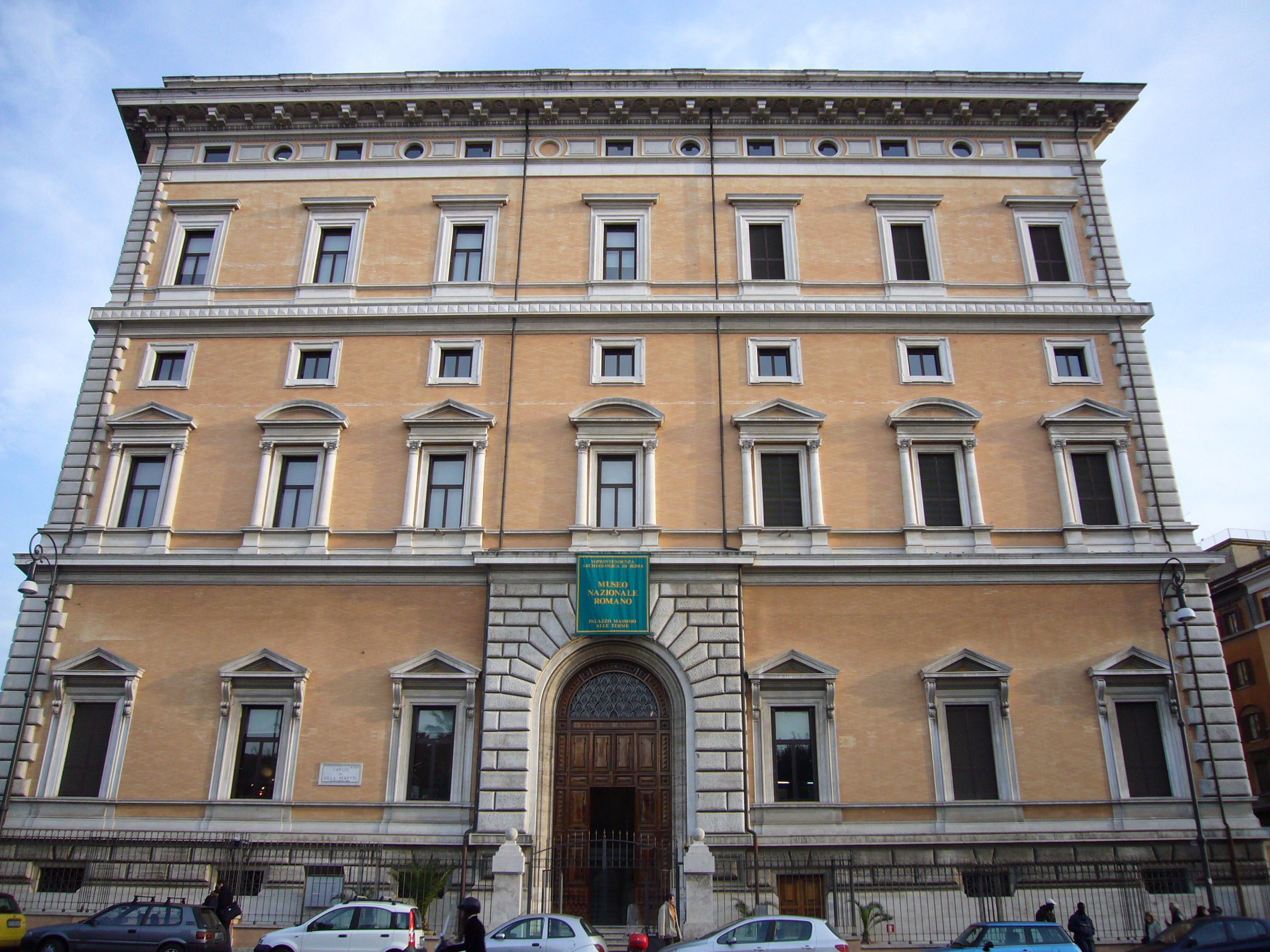
Entrada a la seu del Palau Massimo

Al lloc on estava la Villa Peretti del papa Sixt V -demolida en 1883 després de la construcció d'una estació de tren propera-, l'edifici actual es va construir en estil neo-cinquecentesco entre 1883 i 1887 per l'arquitecte Camillo Pistrucci per allotjar un seminari jesuïta. Usat parcialment com un hospital militar durant la Segona Guerra Mundial, va tornar a funcions escolàstiques fins al 1960. El 1981, època on s'estava ensorrant-se, l'Estat el va adquirir i ho va lliurar al museu. La seva restauració i adaptació va començar el 1983. Va ser inaugurat com a part del museu el 1995 i acabat l'any 1998.

### Col·leccions
Al soterrani està la col·lecció numismàtica del museu, mostrant l'evolució de la moneda a Itàlia. La major part de les monedes que es mostren són molt poc freqüents. Sobresurt el medalló de Teodoric el Gran, els quatre ducats del papa Pau II amb la navicella de sant Pere i la piastra de plata de l'estat Pontifici amb vistes de la ciutat de Roma.
Una sala està també dedicada a la mòmia que es va trobar el 1964 en la Via Cassia, dintre d'un sarcòfag ricament decorat amb diversos artefactes en àmbre i peces de joieria també en exposició.
A la planta baixa i el primer pis hi ha escultures del període entre finals de la República Romana i començaments de l'Imperi Romà -segle II aC. al segle I després de Crist-, inclosos el famós General Tívoli i August de Via Labicana -el segon de la Vil·la de Lívia en la Via Labicana-. S'exploren els temes hel·lenístics a l'art romà, i el desenvolupament del retrat d'emperadors.
Al segon pis hi ha frescs, estucs i mosaics, inclosos els de la vil·la de Lívia, esposa d'August, a Prima Porta sobre la Via Flamínia. Comença amb el triclinium d'estiu de la Villa di Lívia ad Gallinas Albas. Els frescs, descoberts el 1863 i que es remunten al segle i aC, mostren un jardí exquisit amb plantes ornamentals i granats. Cada espècie vegetal i avícola és molt realista. Està oberta al 
públic solament mitjançant visites guiades per personal del museu.

## Palazzo Altemps

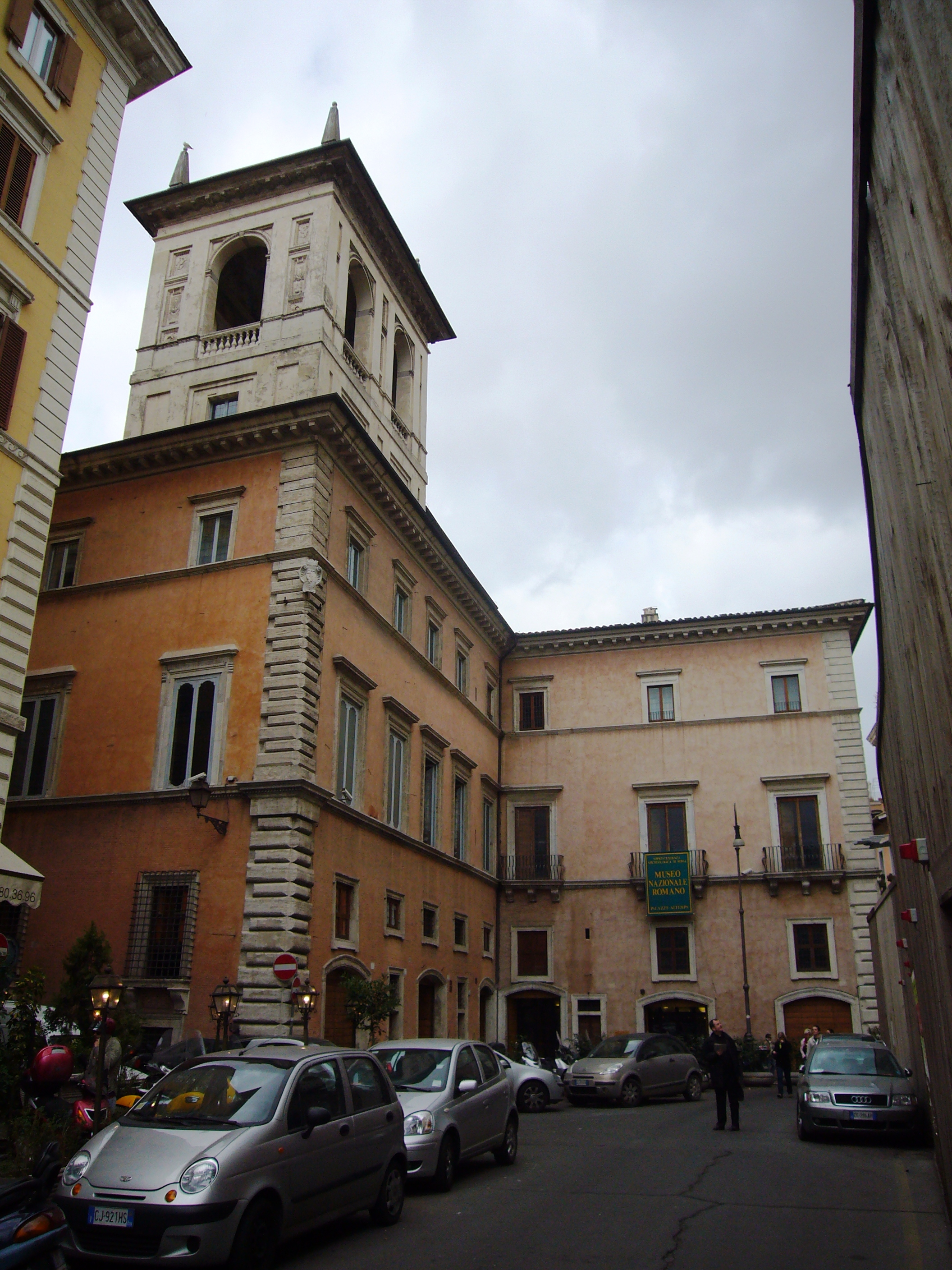
Entrada a la seu del Palazzo Altemps.

L'edifici va ser dissenyat al segle xv per Melozzo da Forlì per encàrrec de Girolamo Riario, que era nebot del papa Sixt IV. Va ser econstruït per l'arquitecte Martino Longhi per al cardenal Marco Sittico Altemps al segle xvi. Des de 1894 fins a 1971 fou seu del Col·legi Espanyol de Sant Josep. Tornat a la Santa Seu, va ser adquirit per l'estat italià i lliurat al museu el 1982, inaugurant-se el 1997.

### Col·leccions
Allotja les exposicions del museu sobre la història del col·leccionisme, escultures de col·leccions renaixentistes com les col·leccions de Boncompagni-Ludovisi, incloent el Sarcòfag Ludovisi, el Tron Ludovisi i el Gàlata Ludovisi -del mateix grup de Pèrgam que el Gàlata moribund- i la col·lecció egípcia, escultures de deïtats orientals.
El palau també inclou el teatre privat històric, en l'actualitat usat per albergar exposicions temporals, i l'església de Sant Anicet.

## Cripta Balbi

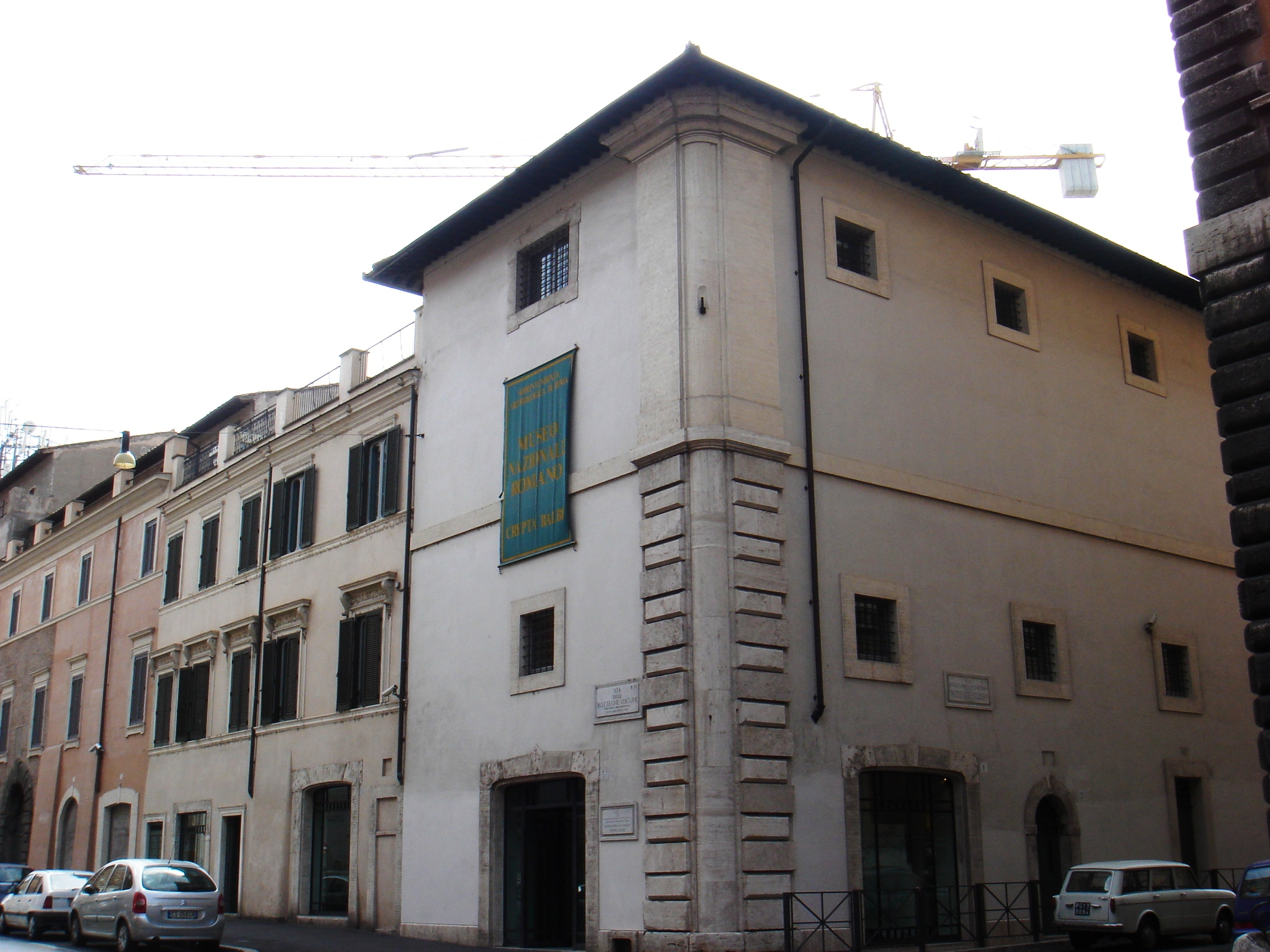
Entrada a la seu de la Cripta Balbi.

El 1981, excavant en un lloc cèntric abandonat al Camp de Mart entre les esglésies de Santa Caterina dei Funari i San Stanislao dei Polacchi, Daniel Manacorda i el seu equip van descobrir el pòrtic quàdruple amb columnes del Teatre de Balb fet construir perLuci Corneli Balb Menor, el proper statio annonae i evidències d'una ocupació del lloc tardana, en època medieval, aquestes es presenten en aquesta seu, inaugurada l'any 2001, que mostra les restes arqueològiques i troballes d'aquesta excavació, inclòs un arc d'estuc del pòrtic.

### Col·leccions
A més a més del material de les noves excavacions, els objectes d'aquest museu procedeixen de: 
- les col·leccions de l'anterior Museu Kircherian,
- les col·leccions Gorga i Betti,
- material numismàtic de les col·leccions Gnecchi i la col·lecció de Víctor Manuel III de Savoia,
- col·leccions del Fòrum Romà, en particular un fresc i un arquitrau de marbre de la construcció de l'església medieval de Sant'Adriano en la Cúria Júlia.
- Museu del Palau Venezia,
- els Museus Capitolins,
- l'Antiquarium municipal de Roma,
- frescs retirats el 1960 de l'església de Santa Maria in Via Lata.